# Tito Vanzetti
Tito Vanzetti (Venetië, 29 november 1809 – Padua, 6 januari 1888) was hoogleraar chirurgie en oogchirurgie. Hij had aanvankelijk een leerstoel aan de Keizerlijke universiteit van Charkov in het gelijknamige gouvernement van het keizerrijk Rusland. 
Nadien had hij een leerstoel aan de universiteit van Padua in het Oostenrijks koninkrijk Lombardije-Venetië, en na de eenmaking van Italië, in het koninkrijk Italië. Hij was rector magnificus in Padua in 1863-1864.

## Levensloop

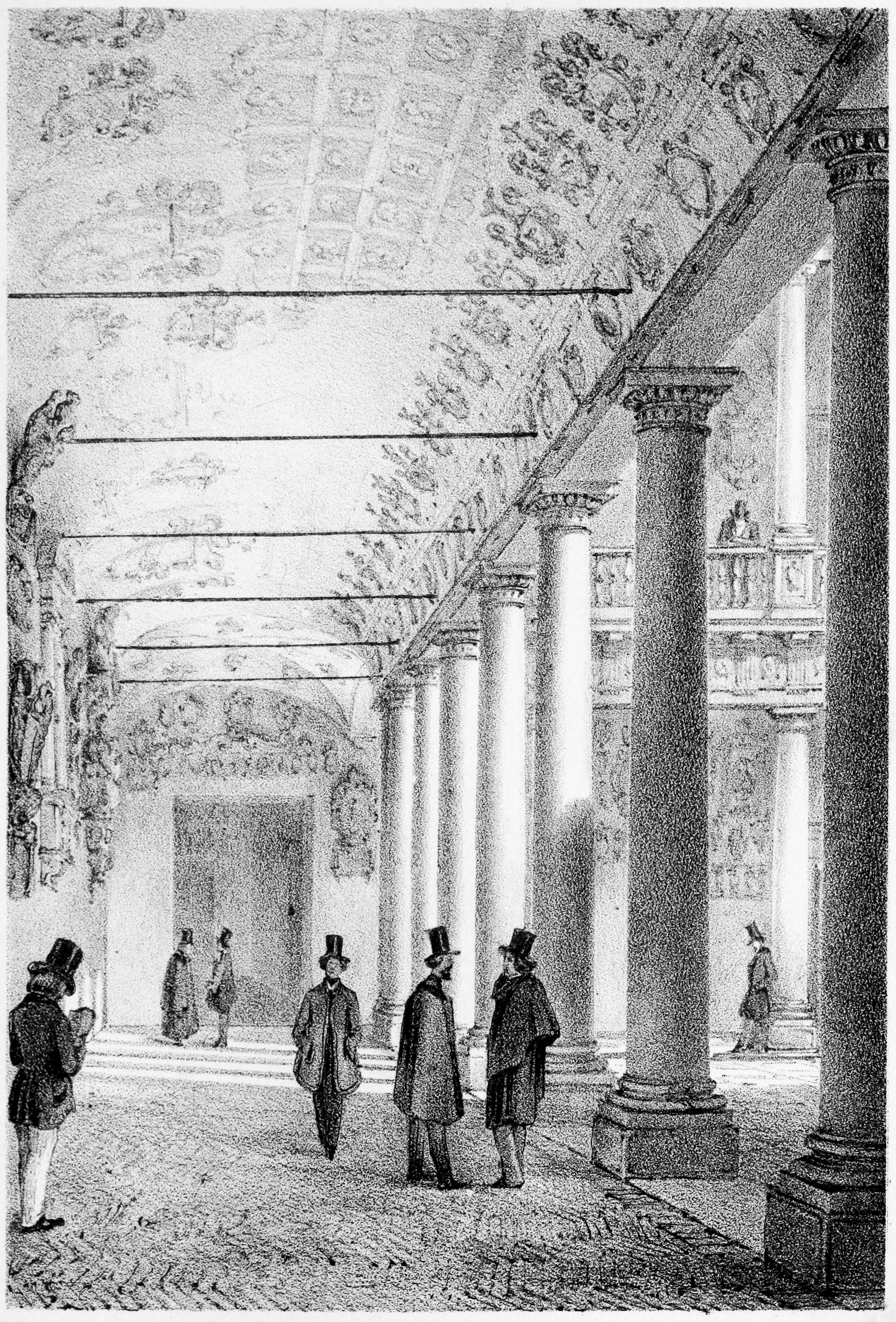
Universiteit van Padua, 19e eeuw

Vanzetti studeerde geneeskunde in Padua en behaalde zijn diploma in 1832. Hij bekwaamde zich twee jaren in heelkunde aan de universiteit van Wenen. 
Nadien bracht hij de zomer in de Krim door, in het keizerrijk Rusland: hij verzorgde de vrouw van generaal Narysjkin. In de Krim studeerde hij bij in de oogheelkunde (1835). Tsaar Nicolaas I bezorgde Vanzetti een ring met briljanten als beloning voor de Russische militairen die hij geopereerd had. In 1837 behaalde Vanzetti een doctoraat in de heelkunde aan de universiteit van Charkov. Hij werd hoogleraar heelkunde en oogheelkunde aan de universiteit van Charkov. Vanuit Charkov publiceerde hij zijn onderzoek over speekselklieroperaties in Parijs. Hij voerde amputaties uit en publiceerde hierover dat geen enkele patiënt overleed. In 1844 deed hij een studiereis in Ierland, deel van het Verenigd Koninkrijk, en bekwaamde hij zich in vaatoperaties; hij deed ook Manchester, Bonn en Parijs aan. De hele reis was gefinancierd door de Russische regering. Terug in Charkov deed hij de eerste operatie van een aneurysma in de knieholte van een Russische soldaat. Vanzetti paste een Ierse techniek toe van specifieke afbinding van bloedvaten. In 1846 deed hij de eerste eierstokwegname in Rusland. Vanzetti had de eretitels van staatsraad van het keizerrijk Rusland en van het keizerrijk Oostenrijk.
Vanaf 1853 bekleedde Vanzetti de leerstoel praktische heelkunde aan de universiteit van Padua; vanaf 1856 combineerde hij dit met de leerstoel oogheelkunde. Hij voerde verder onderzoek uit naar afwijkingen van slagaders en aders. In 1859 deed hij de eerste eierstokwegname in Italië. In de jaren 1862-1864 lanceerde Vanzetti een operatietechniek om polsoperaties uit te voeren.
In de jaren 1863-1864 was professor Vanzetti rector magnificus van de universiteit van Padua. Hij viel op door zijn Italiaanse patriottische ideeën, iets wat de Oostenrijkse regering in Veneto niet apprecieerde. Maarschalk Radetzky bemoeide zich persoonlijk met de rectorverkiezingen na het mandaat van Vanzetti. In 1866 kreeg Vanzetti politieke tegenwind en moest hij zijn lessen opschorten. Koning Vittorio Emanuele II van het verenigde Italië verleende hem later gratie alsook eretekens voor zijn lange chirurgische carrière.
Vanzetti zetelde in het Koninklijk Instituut van Wetenschappen, Letteren en Kunsten van Venetië alsook in deze van Padua. Vanzetti was lid van een medisch gezelschap in Moskou en in Odessa, alsook lid van het Anatomisch Gezelschap van Parijs. Hij was lid van de Academie voor Geneeskunde in Rome. In 1877 was paus Pius IX ernstig ziek. De paus liet Vanzetti overkomen naar Rome. Vanzetti voegde zich bij de Romeinse en buitenlandse medici die in het pauselijk paleis overlegden. 
Vanaf de jaren 1878-1880 werd Vanzetti zelf ziek en stopte hij met lesgeven. Hij hield zich bezig met het lezen van Romeinse auteurs en van de Divina Commedia van Dante Alighieri. Hij stierf in 1888. 